# Selección femenina de hockey sobre hierba de Alemania Democrática
La selección femenina de hockey sobre hierba de Alemania Democrática representó a Alemania Oriental en las competiciones internacionales femeninas de hockey sobre césped.
El equipo participó una vez en los Juegos de la Amistad en 1984 cuando ganó la medalla de bronce.

## Participaciones

### Juegos de la amistad
- 1984 -